# オットー・ゴットリープ・モーニッケ

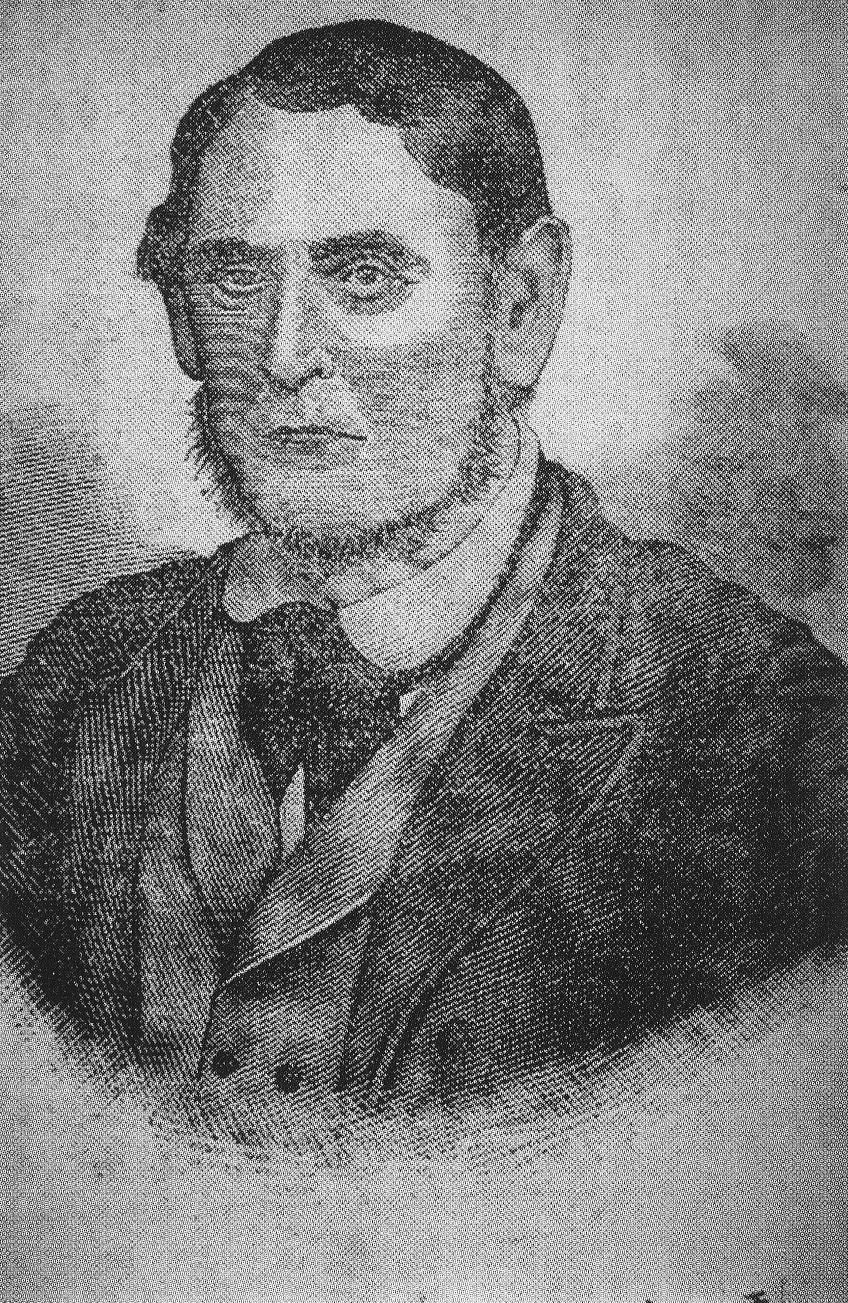
オットー・ゴットリープ・モーニッケ

オットー・ゴットリープ・モーニッケ（Otto Gottlieb Johann Mohnike、1814年7月27日 - 1887年1月26日）は、ドイツ帝国の医師である。日本に牛痘苗をもたらし、日本の天然痘の予防に貢献した。
シュトラールズントに生まれた。文献学を学んだが、父の友人エルンスト・モーリッツの影響で医学に転じた。各地の大学で医学を学び、シュトラールズントの父の屋敷で医者を開業した。1844年にオランダ領東インドのジャワに派遣され、1848年から1851年まで長崎の出島で働いた。佐賀藩主鍋島閑叟がオランダ商館長に牛痘苗のとりよせを求めたので、来朝時に痘苗を持参したが、接種しても感染せず、再度バタヴィアから痘痂を取り寄せ、1848年7月に鍋島藩医の楢林宗建の息子に接種、善感し、この痘苗は日本の各地へ受け継がれていくこととなった。閑叟の息子の淳一郎（後の藩主直大）も接種をうけた。それまで日本への牛痘苗の輸送は、航海中に効力が失われ失敗していたが、この成功によって牛痘法は日本に広まっていった。日本に初めて聴診器を持ち込んだことでも知られる。
1869年に退職し、家族とともにボンに住んだ。ジャワ、スマトラ、セレベス島、モルッカ諸島の博物学の著書もある。モーニッケの墓は日本の医学史学会の協力で復元された。

## 著書
- De instinctu sexuali eiusque natura atque causis (Dissertation, Berolini: Feister, 1837)
- Die Japaner - Eine ethnographische Monographie (Aschendorff'sche Buchhandlung, Münster, 1872)
- Banka und Palembang nebst Mittheilungen über Sumatra im Allgemeinen (Aschendorff'sche Buchhandlung, Münster, 1874)
- Über geschwänzte Menschen (Aschendorff'sche Buchhandlung, Münster, 1878)
- Blicke auf das Pflanzen- und Thierleben in den niederländischen Malaienländern (Aschendorff'sche Buchhandlung, Münster, 1883)
- Affe und Urmensch (Aschendorff'sche Buchhandlung, Münster, 1888)